# Villa Rufolo

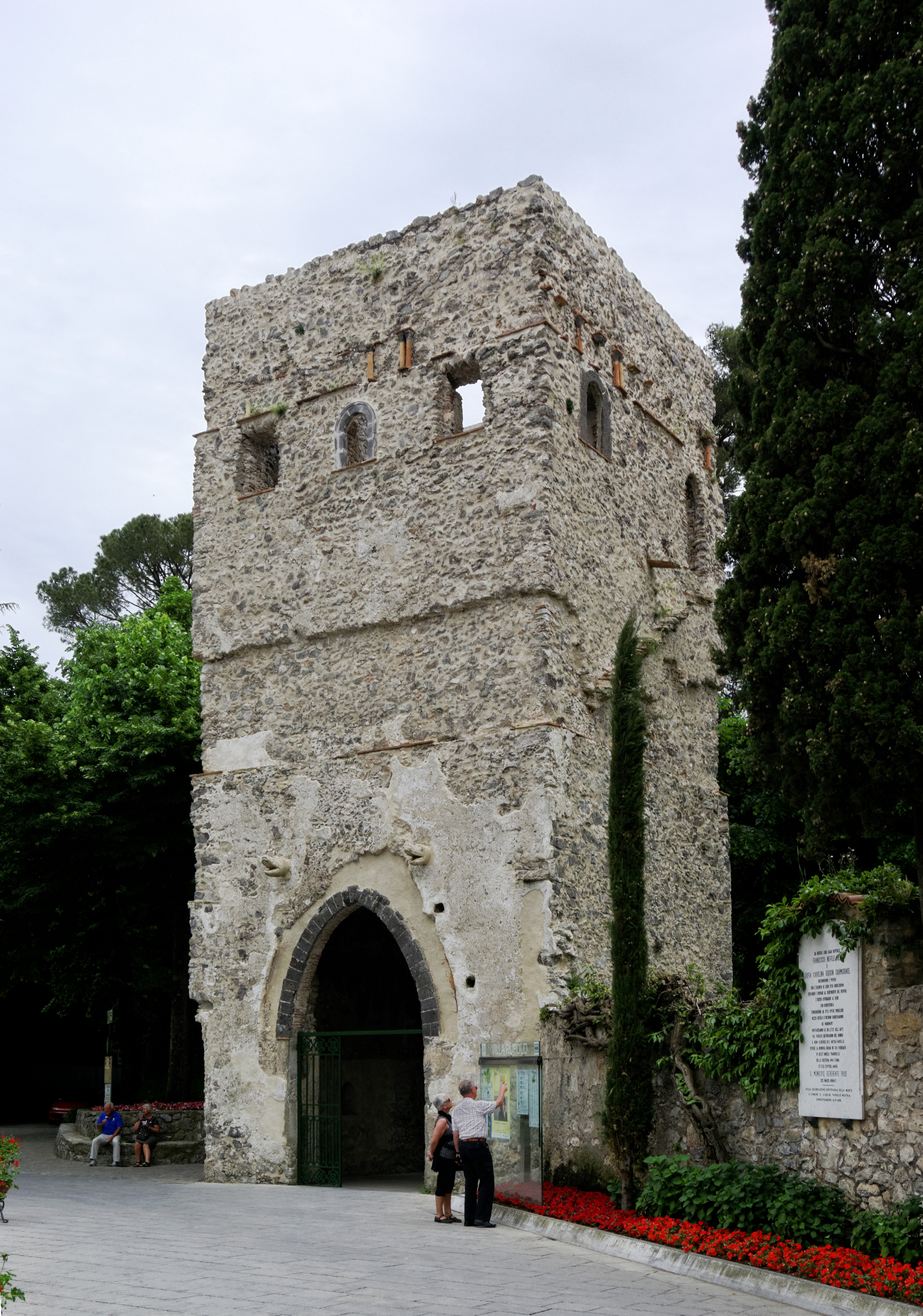
Torre d'ingresso di Villa Rufolo a Ravello

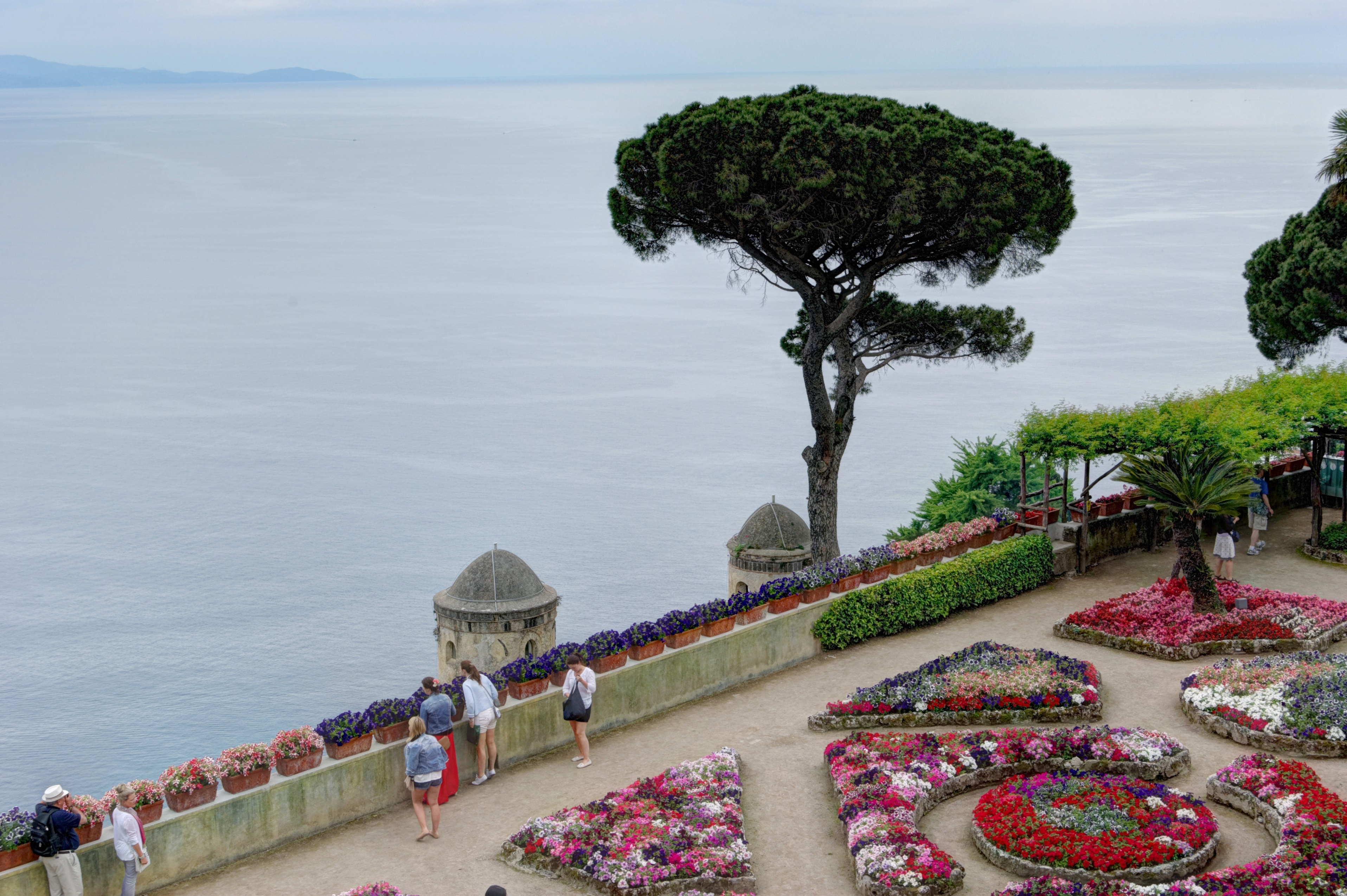
il Golfo di Salerno dai giardini di Villa Rufolo

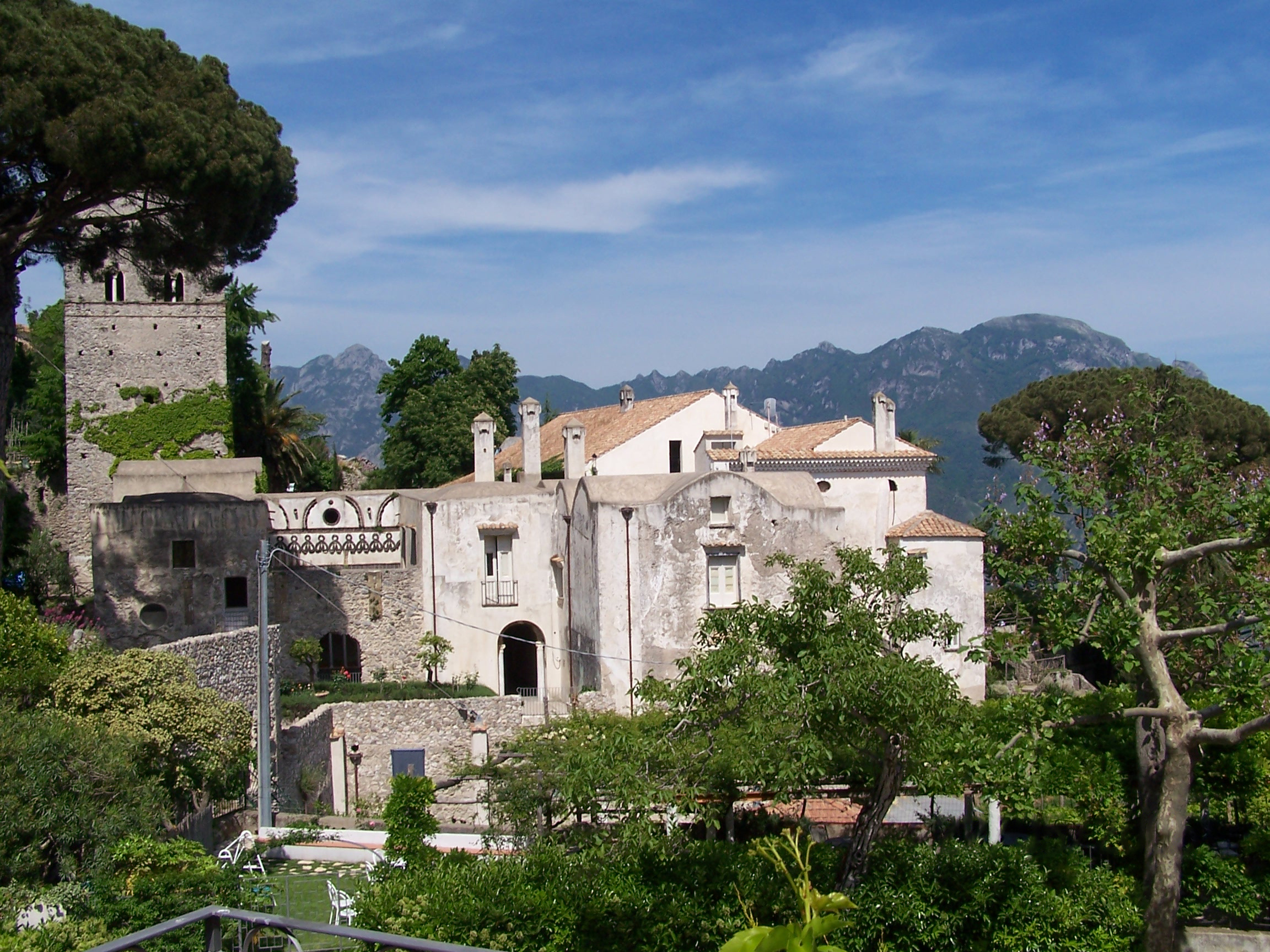
Il fianco della villa

Villa Rufolo è un edificio del centro storico di Ravello, comune in provincia di Salerno, che si affaccia di fronte al Duomo nella piazza del Vescovado ed il cui impianto iniziale risale al secolo XIII, con ampi rimaneggiamenti ottocenteschi.

## Storia
Appartenente in origine alla potente e ricca famiglia dei Rufolo che eccelleva nei commerci (un Landolfo Rufolo è protagonista di una novella nel Decamerone del Boccaccio), passò in seguito per successione ad altri proprietari quali i Confalone, i Muscettola ed i d'Afflitto.
Il complesso monumentale rappresenta un esempio mirabile dello stile arabo-normanno leggibile chiaramente nel Chiostro, che presenta un doppio ordine di colonne con caratteristiche decorazioni arabo-sicule; elementi medioevali sono presenti ovunque partendo dalla Torre di ingresso che custodisce quattro statue simboleggianti la Carità e l'Ospitalità e la volta a botte della Cappella nell'edificio principale.
Dall'esterno è visibile la Torre Maggiore, alta circa 30 metri, che per secoli ha rappresentato la testimonianza della potenza economica e sociale della famiglia Rufolo e che dal 2017, grazie ad un imponente intervento di restauro e valorizzazione, ospita il Museo verticale di Villa Rufolo. I visitatori, dopo un'ascesa di circa 100 gradini, possono accedere ad uno dei Belvedere più suggestivi sul centro storico di Ravello e sulla Costiera Amalfitana.
Si accede alla villa grazie ad un'apertura ogivale nella Torre d'ingresso; dopo un breve viale si giunge ad uno slargo su cui si innalza la Torre Maggiore: quest'ultima fronteggia il campanile del duomo di Ravello e domina i terrazzamenti (superiore ed inferiore) a strapiombo sulla costiera amalfitana e sul golfo di Salerno che ospitano straordinari giardini fioriti per gran parte dell'anno.
Tra i locali della villa, inoltre, sono da menzionare le Sale superiori, anche queste restaurate di recente, che affacciano sui giardini e ospitano spesso mostre ed eventi.

### Ipotesi sulla cronologia
Adolf Goldschmid nel suo testo sul castello della Fawara (Maredolce) a Palermo ritrova attinenze stilistiche tra la sala delle udienze del palazzo palermitano e l'analoga sala del palazzo Rufolo. La cronologia verrebbe quindi a suo parere anticipata al XII secolo: 
Infine, alcuni anni addietro il più giovane allievo di Goldschmid, il prof. Koenig, descriveva (con la collaborazione di Silvana Braida e Antonio Santamaura) l'aula regia del ritrovato castello di Caronia (ME) decorata in maniera simile.

### La Villa e il romanticismo
Intorno alla metà dell'Ottocento, Villa Rufolo fu venduta allo scozzese Francis Nevile Reid che ne curò un restauro generale, attribuendole l'odierna ambientazione.
Il Lord scozzese, esperto d'arte e botanica, conferì alla Villa un aspetto in linea con le tradizioni europee e quelle tipiche di fine Ottocento, rendendola un capolavoro architettonico che presto divenne sede di un grande fervore culturale.
Per ricordare la visita del celebre musicista Richard Wagner nel 1880 - che qui immaginò il giardino di Klingsor,  nel secondo atto del Parsifal -, ogni anno il giardino inferiore di Villa Rufolo ospita, con successo di pubblico, il Ravello Festival.
L'associazione del nome di Wagner con Villa Rufolo era un'attrattiva assai influente e ispirò presto, infatti, la realizzazione di concerti ed eventi musicali. Sin dagli anni trenta del novecento, furono molte le esibizioni, soprattutto dell'Orchestra del Teatro di San Carlo di Napoli, con programmi dedicati al maestro tedesco.
Nel 1953, in occasione dei 70 anni dalla morte di Wagner, grazie al contributo di Girolamo Bottiglieri e Paolo Caruso, nacquero "I Concerti Wagneriani nei Giardini di Klingsor", ripresi poi dalla Fondazione Ravello nel 2003 e trasformati nell'odierno Ravello Festival, uno dei festival di musica più famosi d'Italia.
La nascita dei Concerti Wagneriani avrebbe presto identificato Ravello stessa quale “Città della Musica”.
Con la morte di Reid, la Villa fu divisa tra gli eredi per poi essere nuovamente acquistata nel 1974 dall'Ente Provinciale per il Turismo di Salerno, che gestì la Villa fino al 2007.
Attualmente la gestione della Villa è stata affidata alla Fondazione Ravello che si occupa della valorizzazione e della tutela del sito.